# Killing Tree
Killing Tree ist ein britischer Horrorfilm von Rhys Frake-Waterfield aus dem Jahr 2022. Der Trash-Indiefilm handelt von einem mordenden Weihnachtsbaum.

## Handlung
Witwe Morrigan war Teil eines Serienmörder-Pärchens, das zu Weihnachten eine Reihe von Familien ermordete. Ihr Ehemann Clayton Slayter wurde nach der Ermordung von Faiths Familie von der Polizei getötet. An diesem Weihnachten erweckt sie ihren Mann mit einem satanischen Ritual zum Leben. Jedoch wird er als Weihnachtsbaum wiedergeboren. Zum Dank tötet er als erstes seine Ehefrau. Anschließend macht er sich auf den Weg zu Faiths Haus, um sein Werk zu beenden.
Faith versucht derweil die Geschehnisse zu verarbeiten und schmeißt aus diesem Grund mit ihrer besten Freundin Becky eine Weihnachtsparty mit all ihren Freunden. Während sich der Weihnachtsbaum immer weiter nähert, wird Faith langsam betrunken. Der Weihnachtsbaum tötet auf dem Weg zum Haus wahllos Leute und greift schließlich das Haus an. Am Ende überlebt nur Faith. Als der Weihnachtsbaum sie angreifen will, erscheinen ihre ermordeten Eltern in Gestalt eines riesigen Baumes und verbrennen mit feurigen Augen den Weihnachtsbaum zu einem Klumpen Asche. Faith verliert das Bewusstsein.
Als sie wieder aufwacht, ist sie von ihren Freunden umringt. Sie scheint das Ganze nur geträumt zu haben und entscheidet sich, aus dem Haus ihrer Eltern auszuziehen.

## Hintergrund
Die Effekte sind ein Mix aus traditionellen Spezialeffekten, so ist der Weihnachtsbaum in manchen Einstellungen klar als Mann in einem Weihnachtsbaumkostüm erkennbar, und CGI-Effekten.
In Deutschland erschien der Film am 18. November 2022 als Blu-Ray-Premiere. Der eigentliche Film ist von der FSK ab 16 Jahren freigegeben, jedoch wegen einiger Trailer auf der Blu-Ray ist diese mit einem FSK-18-Aufkleber versehen.

## Kritiken
Der Film ist in erster Linie ein Trashfilm, dem man sein niedriges Budget ansieht. In vielen Reviews wird das schlechte Schauspiel und die unansehnlichen Effekte hervorgehoben, die einen gewissen Reiz des Trashfilms ausmachen.